# Nagroda Kioto
Nagroda Kioto (jap. 京都賞 Kyōto-shō) – japońska nagroda ufundowana w 1985 przez Kazuo Inamoriego (1932–2022), założyciela firmy Kyocera i przyznawana co roku przez powołaną w tym celu Fundację Inamori. Jej celem jest nagradzanie osób o znaczącym wkładzie w naukę, technologię, sztukę i filozofię.

## Przyczyny utworzenia nagrody
W 1984 roku, w 25. rocznicę założenia firmy Kyocera, Kazuo Inamori postanowił nagrodzić osoby przyczyniające się do rozwoju nauki, postępu ludzkości i wzbogacania ludzkiego ducha, wychodząc z założenia, że przyszłość ludzkości zapewni tylko równowaga między rozwojem naukowych i duchowym. Przeznaczył na ten cel 20 miliardów jenów i akcje Kyocery (w 1984 roku Kyocera osiągnęła wyniki sprzedaży o wysokości 230 mld jenów i 53 mld zysku). Inamori chciał w ten sposób odwdzięczyć się społeczeństwu, ale też uhonorować naukowców, których działania dotychczas nie zostały dotąd należycie uznane.

## Kategorie nagrody
Nagrody Kioto są przyznawane w trzech dziedzinach: nauk podstawowych, zaawansowanych technologii oraz sztuki i filozofii. W każdej z nich nagroda jest rotacyjnie przyznawana w kategoriach:
- nauki podstawowe
  - nauki biologiczne
  - nauki matematyczne
  - Ziemia i wiedza o planetach, astronomia i astrofizyka
  - nauki przyrodnicze
  - kognitywistyka (przyznana jednorazowo w 1988 roku)
- zaawansowane technologie
  - elektronika
  - biotechnologia i technologia medyczna
  - nauki materiałowe i inżynieria
  - nauki informacyjne
- sztuka i filozofia
  - muzyka
  - sztuka
  - kino i teatr
  - filozofia i etyka

Każdego roku Fundacja Inamori kontaktuje się z ekspertami z całego świata, z dziedzin objętych nagrodą, z prośbą o nominacje. Listę nominowanych osób najpierw weryfikują trzy komitety selekcyjne (po jednym na każdą z dziedzin), potem trzy kolejne wybierają ostateczną listę nominowanych na podstawie bardziej szczegółowych kryteriów. Ta trafia do komitetu wykonawczego, który patrząc z szerszej perspektywy i kierując się filozofią nagrody, wybiera laureatów, ostatecznie zatwierdzanych przez zarząd fundacji.
W momencie ustanowienia nagrody, jej wysokość wynosiła 50 milionów jenów, a od 2018 roku wysokość nagrody to 100 milionów jenów. Laureaci otrzymują również medal i dyplom. Medal, ważący około 250 gramów, wykonany jest z 20 karatowego złota i ozdobiony ośmioma kamieniami szlachetnymi: czterema szmaragdami i czterema rubinami. Rewers medalu zawiera imię laureata oraz rok przyznania. Medal zaprojektował Yoshiyuki Chosa. Prawa strona dyplomu zawiera informacje o laureacie, kategorię nagrody i datę nadania. Lewa strona zawiera kaligrafię wykonaną przez opata świątyni Myōshin-ji, wybraną na podstawie życiorysu i osiągnięć laureata ze zbioru tradycyjnych chińskich sentencji.
Podczas pierwszej ceremonii wręczenia nagrody, specjalną nagrodę otrzymała Fundacja Nobla. W 1985 roku Kazuo Inamori konsultował ideę Nagrody Kioto z ówczesnym prezesem Fundacji Nobla, Baronem Stigem Ramelem. Jednym z kluczowych rezultatów konsultacji jest rygorystyczny i bezstronny wybór kandydatów, kierując się międzynarodowym punktem widzenia.
Nagroda Kioto nazywana jest „japońskim Noblem”. Swoim zasięgiem obejmuje jednak więcej dziedzin nauki. Nagradza też rozwój teorii, nie tylko osiągnięcia o wymiarze praktycznym. Nagroda Kioto jest uznawana za szczególnie prestiżową w kategoriach, których Nagroda Nobla nie obejmuje.
W 2020 roku, z powodu pandemii COVID-19, Nagrody Kioto nie zostały przyznane.

## Lista laureatów

### Polscy laureaci Nagrody Kioto
- Andrzej Wajda (1987)
- Witold Lutosławski (1993)

### Laureaci Nagrody Kioto i Nagrody Nobla
Wśród laureatów Nagrody Kioto jest wielu noblistów, w wielu przypadkach Nagroda Kioto poprzedzała decyzję Komitetu Noblowskiego:
- Jack Kilby (Kioto 1993, Nobel 2000)
- Żores Ałfiorow (Nobel 2000, Kioto 2001)
- Kurt Wüthrich (Kioto 1998, Nobel 2002)
- Sydney Brenner (Kioto 1990, Nobel 2002)
- Paul Lauterbur (Kioto 1994, Nobel 2003)
- Mario Capecchi (Kioto 1996, Nobel 2007)
- Isamu Akasaki (Kioto 2009, Nobel 2009)
- Shin’ya Yamanaka (Kioto 2010, Nobel 2012)
- Yoshinori Ōsumi (Kioto 2012, Nobel 2016)
- Tasuku Honjo (Kioto 2016, Nobel 2018)
- Michel Mayor (Kioto 2015, Nobel 2019)